# 阿尔伯特·格雷厄姆·英戈尔斯
阿尔伯特·格雷厄姆·英戈尔斯(英語：Albert Graham Ingalls, 1888年1月16日—1958年8月13日)是前一位《科学美国人》杂志编辑、业余天文学家。他通过《科学美国人》的“业余科学家”专栏及另外三个业余望远镜制作系列专栏，对美国业余天文学和业余望远镜制作产生了巨大影响。

## 生平
1888年1月16日，英格尔斯出生在纽约埃尔迈拉，是家中的独子。1914年从康奈尔大学毕业后，曾以打零工为主，包括做过电报员，直到加入纽约国民警卫队，第一次世界大战期间在法国服役。
1923年，他成为《科学美国人》编辑，并一直坚持止1955年退休。后来他形容他的编辑职责为“获取文章、编辑文章、寻找插图、写标题、阅读和校样，通常情况下，每月要整理出六篇较重要的文章”。1928年他开辟了一个专栏-“后院天文学家”后来被命名为“业余科学家”。他的最后一个专栏出现在他退休前不久的1955年4月。
英格尔斯的主要关注点集中在天文学和望远镜制作方面。在阅读了罗素·威廉斯·波特(Russell Williams Porter)的一篇关于望远镜制作的文章后，他于1925年6月在纽约安排了一次对波特的采访，后来该文章在当年晚些时候发表在《美国科学人》杂志上。由于该文章大受欢迎，于是英格尔斯又开壁了一系列关于业余望远镜制作的专栏，其中一些是与波特合作撰写的。英格尔斯和波特成为了掣友，这两个人在接下来的三十年中一直为美国业余望远镜制作社团的核心人物。专栏里的一系列文章，加上波特的插图，被以单行本的《业余望远镜制作》一书出版，其中第一卷发表于1926年，之后在1937年和1953年分别出版了第2卷和第3卷。这些书有助于引起公众对天文观测的持续兴趣，曾被称为“望远镜制造圣经” 。 
二战期间，英格尔斯曾组织业余望远镜制造工作，以帮助解决军用仪器所需的屋顶棱镜不足问题。
1955年退休后，英格尔斯游走纽约州各地以研究族谱，1957年被汽车撞伤瘫痪，一年后去世，终年70岁。

## 奖励
- 天文联盟奖 (1951)[4]
- 西方业余天文学家布莱尔奖章(1954)[5]

## 纪念
- 月球上的英戈尔斯陨石坑就是以他的名字命名的。

## 备注
1. 1 2 3  Williams, Thomas R., , Sky and Telescope, vol. 81, February 1991: 140–142  [2017-08-13], （原始内容存档于2019-12-07）
2. 1 2 3  Cox, Robert E., , Sky and Telescope, vol. 17, October 1958: 616–617  [2017-08-13], （原始内容存档于2019-12-07）
3. ↑  Willard, B.,  "A Brief History of Stellafane" 的存檔，存档日期2008-10-18.
4. ↑  天文联盟奖得主 的存檔，存档日期2007-09-27.
5. ↑  G. Bruce 布莱尔奖章获得者 的存檔，存档日期2008-05-09.